# Agelena injuria
Agelena injuria es una especie de araña del género Agelena, familia Agelenidae. Fue descrita científicamente por Fox en 1936.

## Distribución
Esta especie se encuentra en China.